# Institut du clergé patriarcal de Bzommar
L’Institut du clergé patriarcal de Bzommar est un institut de vie consacrée de l'Église catholique arménienne.

## Histoire
L'institut a été fondé en 1749. 

## Organisation
Son siège est situé au couvent Notre-Dame de Bzommar, à Bzommar, au Liban.
Le chapitre général élit le vicaire patriarcal, pour une durée de six ans. L'actuel titulaire est Mashdots Zahterian, élu en 2025.

## Rayonnement
Plusieurs évêques en sont issus, dont Jean Pierre XVIII Kasparian et Grégoire Pierre XX Ghabroyan, respectivement ancien et actuel primat de l'Église catholique arménienne.